# Schultesia piresiana
Schultesia piresiana là một loài thực vật có hoa trong họ Long đởm. Loài này được E.F.Guim. & Fontella mô tả khoa học đầu tiên năm 2001.